# Tenis en Alemania
El tenis de la era abierta comenzó con grandes éxitos para Alemania a partir de la década de los 1980 con Boris Becker alcanzando el número 1 del ranking ATP. Posteriormente Michael Stich en los 90 y Tommy Haas en los 2000 mantendrían a Alemania en la élite durante varios años. Actualmente Alexander Zverev, con 20 años y número 1 de Alemania, se alza como una de las mayores promesas del tenis mundial al alcanzar su primer Masters 1000 y el Top 10.
Ha nivel de representación nacional el Equipo de Copa Davis de Alemania ha ganado el trofeo en 1988, 1989, y 1993.
A nivel de tenis femenino está Steffi Graf quien con 377 semanas en el No.1 de ranking WTA se transforma en la mujer que más tiempo ha estado en chicha posición. Angelique Kerber también alcanzó en No. 1. 

## Mejores en el ranking ATP en individuales masculino

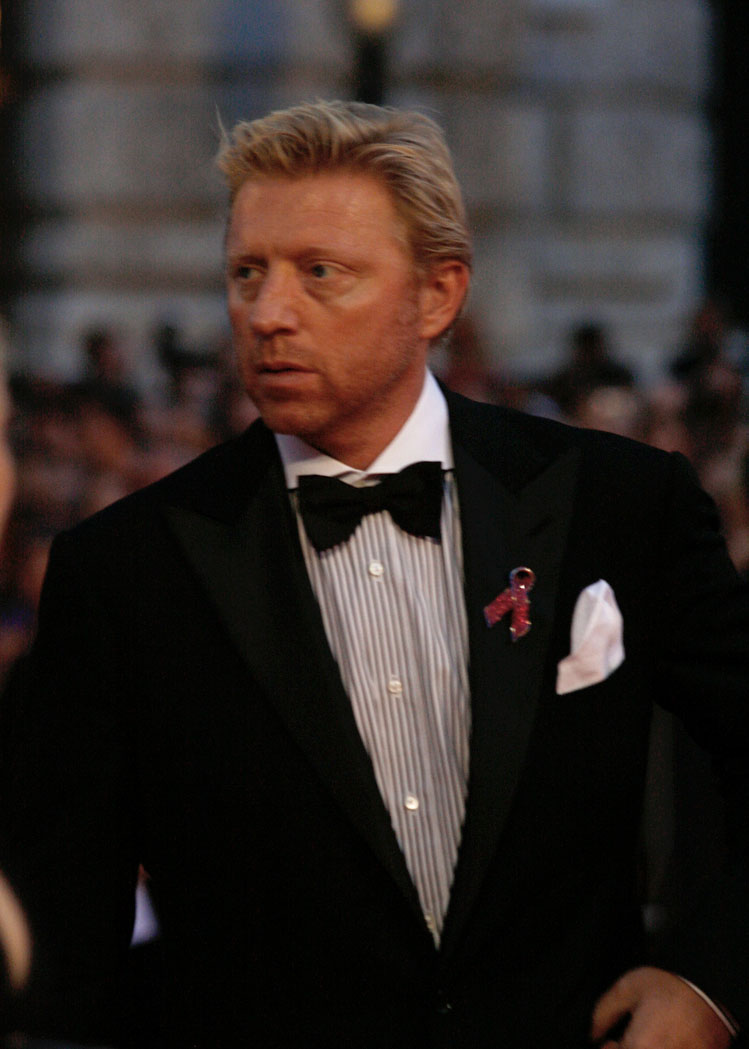
Boris Becker, el mejor tenista alemán de la historia.

A continuación los tenistas que han alcanzado el Top 50 en el ranking ATP.
| Singlista             | Mejor puesto | Año  | Títulos |
| --------------------- | ------------ | ---- | ------- |
| Boris Becker          | 1.º          | 1991 | 49      |
| Michael Stich         | 2.º          | 1993 | 18      |
| Tommy Haas            | 2.º          | 2002 | 15      |
| Alexander Zverev      | 2.º          | 2022 | 20      |
| Nicolas Kiefer        | 4.º          | 2000 | 6       |
| Rainer Schüttler      | 5.º          | 2004 | 4       |
| Carl-Uwe Steeb        | 14.º         | 1990 | 3       |
| Philipp Kohlschreiber | 16.º         | 2012 | 7       |
| Florian Mayer         | 18.º         | 2011 | 2       |
| Karl Meiler           | 20.º         | 1973 | 4       |
| Jan-Lennard Struff    | 21.º         | 2023 | 1       |
| Ulrich Pinner         | 22.º         | 1979 | 2       |
| Bernd Karbacher       | 22.º         | 1995 | 2       |
| Eric Jelen            | 23.º         | 1986 | 1       |
| Andreas Maurer        | 24.º         | 1986 | 1       |
| Mischa Zverev         | 25.º         | 2017 | 1       |
| Marc-Kevin Goellner   | 26.º         | 1994 | 2       |
| David Prinosil        | 28.º         | 2001 | 3       |
| Hans-Jürgen Pohmann   | 30.º         | 1973 | 2       |
| Jürgen Fassbender     | 31.º         | 1973 | 1       |
| Andreas Beck          | 33.º         | 2009 | 0       |
| Benjamin Becker       | 35.º         | 2014 | 1       |
| Philipp Petzschner    | 35.º         | 2009 | 1       |
| Rolf Gehring          | 37.º         | 1981 | 1       |
| Oscar Otte            | 37°          | 2022 | 0       |
| Karsten Braasch       | 38.º         | 1994 | 0       |
| Hans Schwaier         | 38.º         | 1985 | 0       |
| Peter Gojowczyk       | 39.º         | 2018 | 1       |
| Hendrik Dreekmann     | 39.º         | 1996 | 0       |
| Michael Berrer        | 42.º         | 2010 | 0       |
| Martin Sinner         | 42.º         | 1995 | 0       |
| Patrik Kühnen         | 43.º         | 1989 | 0       |
| Maximilian Marterer   | 44.º         | 2018 | 0       |
| Yannick Hanfmann      | 45.º         | 2023 | 0       |
| Tore Meinecke         | 46.º         | 1988 | 0       |
| Daniel Altmaier       | 47.⁶º        | 2023 | 0       |
| Markus Zoecke         | 48.º         | 1992 | 1       |
| Dominik Köpfer        | 49.º         | 2024 | 0       |

## Tenistas con más victorias ATP
Tenistas alemanes con más de 200 victorias ATP.
| Nombre                | Victorias | Derrotas | Rendimiento |
| --------------------- | --------- | -------- | ----------- |
| Boris Becker          | 713       | 214      | 76,9%       |
| Tommy Haas            | 569       | 338      | 62,7%       |
| Alexander Zverev      | 495       | 210      | 70,2%       |
| Philipp Kohlschreiber | 478       | 387      | 55,3%       |
| Michael Stich         | 385       | 176      | 68,6%       |
| Nicolas Kiefer        | 366       | 274      | 57,2%       |
| Rainer Schüttler      | 327       | 337      | 49,2%       |
| Florian Mayer         | 243       | 261      | 48,2%       |
| Karl Meiler           | 241       | 182      | 57,0%       |
| Jan-Lennard Struff    | 227       | 256      | 46,9%       |
| Carl-Uwe Steeb        | 212       | 212      | 50,0%       |

## Tenista N°1 de Alemania en el ranking ATP al finalizar la temporada
| Temporada | Jugador              | Ranking |
| --------- | -------------------- | ------- |
| 1970      | Harald Elschenbroich | 66°     |
| 1971      | Harald Elschenbroich | 82°     |
| 1972      | Harald Elschenbroich | 61°     |
| 1973      | Karl Meiler          | 31°     |
| 1974      | Hans-Jurgen Pohmann  | 44°     |
| 1975      | Karl Meiler          | 31°     |
| 1976      | Hans-Jurgen Pohmann  | 40°     |
| 1977      | Karl Meiler          | 35°     |
| 1978      | Ulrich Pinner        | 35°     |
| 1979      | Ulrich Pinner        | 23°     |

| Temporada | Jugador        | Ranking |
| --------- | -------------- | ------- |
| 1980      | Rolf Gehring   | 38°     |
| 1981      | Andreas Maurer | 46°     |
| 1982      | Damir Keretic  | 69°     |
| 1983      | Rolf Gehring   | 94°     |
| 1984      | Boris Becker   | 66°     |
| 1985      | Boris Becker   | 6°      |
| 1986      | Boris Becker   | 2°      |
| 1987      | Boris Becker   | 5°      |
| 1988      | Boris Becker   | 4°      |
| 1989      | Boris Becker   | 2°      |

| Temporada | Jugador        | Ranking |
| --------- | -------------- | ------- |
| 1990      | Boris Becker   | 2°      |
| 1991      | Boris Becker   | 3°      |
| 1992      | Boris Becker   | 5°      |
| 1993      | Michael Stich  | 2°      |
| 1994      | Boris Becker   | 3°      |
| 1995      | Boris Becker   | 3°      |
| 1996      | Boris Becker   | 6°      |
| 1997      | Nicolas Kiefer | 32      |
| 1998      | Tommy Haas     | 34      |
| 1999      | Nicolas Kiefer | 6°      |

| Temporada | Jugador               | Ranking |
| --------- | --------------------- | ------- |
| 2000      | Nicolas Kiefer        | 20°     |
| 2001      | Tommy Haas            | 8°      |
| 2002      | Tommy Haas            | 11°     |
| 2003      | Rainer Schuettler     | 6°      |
| 2004      | Tommy Haas            | 17°     |
| 2005      | Nicolas Kiefer        | 22°     |
| 2006      | Tommy Haas            | 11°     |
| 2007      | Tommy Haas            | 12°     |
| 2008      | Philipp Kohlschreiber | 28°     |
| 2009      | Tommy Haas            | 18°     |

| Temporada | Jugador               | Ranking |
| --------- | --------------------- | ------- |
| 2010      | Philipp Kohlschreiber | 34°     |
| 2011      | Florian Mayer         | 23°     |
| 2012      | Philipp Kohlschreiber | 20°     |
| 2013      | Tommy Haas            | 12°     |
| 2014      | Philipp Kohlschreiber | 24°     |
| 2015      | Philipp Kohlschreiber | 34°     |
| 2016      | Alexander Zverev      | 24°     |
| 2017      | Alexander Zverev      | 4°      |
| 2018      | Alexander Zverev      | 4°      |
| 2019      | Alexander Zverev      | 7°      |

| Temporada | Jugador          | Ranking |
| --------- | ---------------- | ------- |
| 2020      | Alexander Zverev | 7°      |
| 2021      | Alexander Zverev | 3°      |
| 2022      | Alexander Zverev | 12°     |
| 2023      | Alexander Zverev | 7°      |
| 2024      | Alexander Zverev | 2°      |
| 2025      |                  |         |

## Mejor participación en los torneos de Grand Slam
- Notas: Los jugadores representaban a Alemania durante el torneo. En dobles es considerado al menos un(a) alemán(a). Actualizado hasta septiembre de 2022.

| Categoría                    | Abierto de Australia                  | Torneo de Roland Garros                                             | Campeonato de Wimbledon                                       | Abierto de los Estados Unidos               |
| ---------------------------- | ------------------------------------- | ------------------------------------------------------------------- | ------------------------------------------------------------- | ------------------------------------------- |
| Individual masculino         | Ganado (1991, 1996)                   | Ganado (1934, 1936, 1937)                                           | Ganado (1985, 1986, 1989, 1991)                               | Ganado (1989)                               |
| Individual femenino          | Ganado (1988, 1989, 1990, 1994, 2016) | Ganado (1931, 1935, 1936, 1937, 1987, 1988, 1993, 1995, 1996, 1999) | Ganado (1931, 1988, 1989, 1991, 1992, 1993, 1995, 1996, 2018) | Ganado (1988, 1989, 1993, 1995, 1996, 2016) |
| Dobles masculino             | Final (1938, 2001)                    | Ganado (1937, 2019, 2020)                                           | Ganado (1992, 2010)                                           | Ganado (1937, 2011)                         |
| Dobles femenino              | Final (1982, 1984, 1985)              | Final (1931, 1935, 1964, 1984, 1985, 1986, 1987, 1988, 1989)        | Ganado (1987, 1988)                                           | Ganado (1985, 2020)                         |
| Dobles mixto                 |                                       | Ganado (1930, 2014)                                                 | Ganado (1933, 2009)                                           | Ganado (2016)                               |
| Individual masculino juvenil |                                       | Ganado (1959, 1960, 1997)                                           |                                                               |                                             |
| Individual femenino juvenil  |                                       |                                                                     |                                                               |                                             |
| Dobles masculino juvenil     |                                       |                                                                     |                                                               |                                             |
| Dobles femenino juvenil      |                                       |                                                                     |                                                               |                                             |

## Generaciones
Considerando cada generación como los nacidos en un rango de 5 años de diferencia, los jugadores de cada generación que han estado entre los Top 50 en individuales son los siguientes:
(en negrita los top 10)
| 1995 - 1999 - Alexander Zverev - Maximilian Marterer - Daniel Altmaier |  | 1990 - 1994 - Jan-Lennard Struff - Oscar Otte - Yannick Hanfmann - Dominik Koepfer |  | 1985 - 1989 - Mischa Zverev - Andreas Beck - Peter Gojowczyk |  | 1980 - 1984 - Philipp Kohlschreiber - Florian Mayer - Benjamin Becker - Philipp Petzschner - Michael Berrer |  |  | 1975 - 1979 - Tommy Haas - Nicolas Kiefer - Rainer Schüttler - Hendrik Dreekmann |  |

| 1970 - 1974 - Marc-Kevin Goellner - David Prinosil | 1965 - 1969 - Boris Becker - Michael Stich - Carl-Uwe Steeb - Patrik Kühnen - Eric Jelen - Karsten Braasch - Tore Meinecke - Marc-Kevin Goellner - Bernd Karbacher - Martin Sinner - Markus Zoecke |  | 1960 - 1964 - Hans Schwaier | 1955 - 1959 - Andreas Maurer - Rolf Gehring |  | 1950 - 1954 - Ulrich Pinner |  | 1945 - 1949 - Karl Meiler - Hans-Jürgen Pohmann - Jürgen Fassbender |  |

## Galería de tenistas masculinos destacados
|               |
| Boris Becker. |

|                |
| Michael Stich. |

|                    |
| Rainer Schuettler. |

|                 |
| Nicolas Kiefer. |

|             |
| Tommy Haas. |

|                        |
| Philipp Kohlschreiber. |

|                   |
| Alexander Zverev. |

## Galería de tenistas femeninas destacadas
|              |
| Steffi Graf. |

|                   |
| Angelique Kerber. |